# Slowakische Fußballnationalmannschaft (U-19-Junioren)
Die slowakische Fußballnationalmannschaft der U-19-Junioren ist die Auswahl slowakischer Fußballspieler der Altersklasse U-19. Sie repräsentiert die Slovenský futbalový zväz auf internationaler Ebene, beispielsweise in Freundschaftsspielen gegen die Auswahlmannschaften anderer nationaler Verbände, aber auch bei der seit 2002 in dieser Altersklasse ausgetragenen Europameisterschaft. Die slowakische Mannschaft konnte sich nur bei der ersten Austragung für die Endrunde qualifizieren. Dabei wurde die Mannschaft Gruppenzweiter und gewann das Spiel um Platz 3, Halbfinalspiele gab es nicht. Damit qualifizierte sich der Jahrgang für die Junioren-Fußballweltmeisterschaft 2003, wo die Mannschaft im Achtelfinale gegen den späteren Weltmeister Brasilien ausschied. Danach scheiterte die Mannschaft dreimal in der ersten Qualifikationsrunde ansonsten in der zweiten bzw. Eliterunde. Für 2022 wurde die Slowakei als Ausrichter bestimmt und ist damit automatisch qualifiziert.

## Teilnahme an U-19-Europameisterschaften
- 2002: 3. Platz
- 2003: nicht qualifiziert  (in der Eliterunde gescheitert)
- 2004: nicht qualifiziert  (in der Eliterunde gescheitert)
- 2005: nicht qualifiziert  (in der Eliterunde gescheitert)
- 2006: nicht qualifiziert  (in der Eliterunde gescheitert)
- 2007: nicht qualifiziert  (in der Eliterunde gescheitert)
- 2008: nicht qualifiziert  (in der Eliterunde gescheitert)
- 2009: nicht qualifiziert  (als bester Gruppendritter für die Eliterunde qualifiziert, dort gescheitert)
- 2010: nicht qualifiziert  (in der Eliterunde gescheitert)
- 2011: nicht qualifiziert  (in der Eliterunde gescheitert)
- 2012: nicht qualifiziert  (als zweitbester Gruppendritter die Eliterunde verpasst)
- 2013: nicht qualifiziert   (als bester Gruppendritter für die Eliterunde qualifiziert, dort gescheitert)
- 2014: nicht qualifiziert (als viertbester Gruppendritter die Eliterunde verpasst)
- 2015: nicht qualifiziert  (in der Eliterunde gescheitert)
- 2016: nicht qualifiziert  (in der Eliterunde gescheitert)
- 2017: nicht qualifiziert  (in der Eliterunde gescheitert)
- 2018: nicht qualifiziert  (in der Eliterunde gescheitert)
- 2019: nicht qualifiziert (aufgrund des direkten Vergleichs mit zwei punktgleichen Mannschaften als Gruppendritter die Eliterunde verpasst)
- 2020: Meisterschaft wegen COVID-19-Pandemie abgesagt (für die abgesagte Eliterunde qualifiziert)
- 2022: 5. Platz (qualifiziert für die U-20-WM 2023)

| Bilanz      | Bilanz | Bilanz | Bilanz | Bilanz      | Bilanz | Bilanz    | Bilanz       |
| Runde       | Spiele | Siege  | Remis  | Niederlagen | Tore   | Gegentore | Tordifferenz |
| ----------- | ------ | ------ | ------ | ----------- | ------ | --------- | ------------ |
| 1. Runde    | 054    | 35     | 08     | 11          | 099    | 55        | 044          |
| Eliterunde  | 044    | 15     | 08     | 21          | 061    | 74        | −13          |
| Endrunde    | 007    | 04     | 0      | 03          | 014    | 13        | 001          |
| WM-Play-Off | 001    | 01     | 0      | 0           | 001    | 0         | 001          |
| Gesamt      | 106    | 55     | 16     | 35          | 175    | 142       | 033          |